# Колесо времени (Куприн)
«Колесо времени» — небольшой роман Александра Ивановича Куприна, написанный им в годы жизни в Париже и повествующий об истории любви русского эмигранта и француженки. Впервые опубликован в 1929 и 1930 годах, однако долгое время оставался одним из малоизвестных произведений писателя. В СССР впервые опубликован в 1963 году, но затем редко включался в собрания сочинений Куприна. Иногда о «Колесе времени» говорят как о повести.

## Сюжет
Повествование ведётся от первого лица: русский эмигрант Михаил рассказывает об истории своей любви соотечественнику, с которым он не виделся двенадцать лет (встреча происходит в Тулузе в 1928 году). Попав во время Первой мировой войны во Францию в составе русских инженерных войск, после окончания войны Михаил остался там и начал работать на бетонном заводе под Марселем (это название в романе используется как слово женского рода). По выходным он с товарищами обычно приезжал в Марсель, останавливаясь в одной и той же гостинице. Однажды к нему за столик в ресторане гостиницы подсела француженка Мария лет 30—35, завязав с ним знакомство. По её словам, она мысленно называла всех русских «Мишика», потому что когда-то видела такую надпись на клетке с медведем, привезённым из России. Узнав, что её собеседника зовут Михаилом, она начинает и его называть Мишика.
Между Михаилом и Марией вспыхивает страсть, и более года они находятся в близких отношениях. Мария происходит из известной во Франции семьи, но живёт под другой фамилией, потому что в юности разорвала с семьёй, сбежав от навязанного ей мужа. Она занимается вышивкой больших панно, которые продаёт в антикварный магазин. Это отчасти разочаровывает Михаила, которому Мария с первой встречи казалась окружённой ореолом таинственности. Одно панно, находящееся в доме Марии и изображающее павлина, особенно нравится Михаилу. Со временем он переселяется из гостиницы жить к Марии. Они много путешествуют по Франции. Однако по прошествии времени Михаил охладевает к Марии и высказывает неудовольствие теми вещами, которые ей дороги: кормлением лошадей на улице, подаянием уличным артистам, посещению одиноких стариков в рыбацкой деревушке. По словам Михаила, «проклятая сила привычки уничтожила моё преклонение перед Марией и обесцветила моё обожание». После одного из разговоров Мария выходит из комнаты и больше не возвращается. Позже Михаил получает письмо, в котором Мария пишет, что они больше не увидятся, а она скоро покинет Европу.
Рассказ завершается признанием Михаила в том, что теперь он «живёт по инерции», поскольку «колеса времени не повернёшь обратно».

## История создания
Хотя роман написан во время эмиграции, в его основу легли ещё доэмигрантские впечатления Куприна от его пребывания в Марселе летом 1912 года, и в нём широко использован материал написанных в то время очерков «Лазурные берега». В воспоминаниях рассказчика о Балаклаве появляется реально существующий человек Коля Констанди и его друзья, что открыто сближает героя с автором. 
В 1929 году главы из романа печатались в парижской газете «Возрождение». В 1930 году роман вошёл в одноимённый сборник Куприна.
Впервые в СССР роман вышел в журнале «Радуга» в 1963 году (№ 1, 2, 4) с предисловием В. Афанасьева «О произведении А. И. Куприна „Колесо времени“».

## Оценки
Сюжет романа продолжает тему «всепоглощающей любви, захватывающей человека сразу и целиком», не раз возникавшую ранее в творчестве Куприна («Сильнее смерти», «Суламифь», «Инна») и с особенной силой прозвучавшую в «Гранатовом браслете».  В нём утверждается мысль, что «великий, таинственный дар» настоящей, «высшей» любви столь же редок, как гений Рафаэля и Моцарта, Рембрандта и Бетховена. Герой «Колеса времени» сознаёт, что у него  не хватает внутренних сил, чтобы ответить на такую любовь.